# Андерсон, Джон (биолог)
Джон Андерсон (англ. John Anderson; 1833—1900) — шотландский зоолог.
Отец Томас Андерсон был секретарём национального банка Шотландии. Джон Андерсон родился в Эдинбурге. Он работал в национальном банке Шотландии и изучал с 1861 года медицину в Эдинбурге; в том же самом году он отправился в Индию. В 1862 году он получил степень доктора медицинских наук. Он стал профессором естествознания в колледже Эдинбурга. В 1864 году он стал куратором Индийского музея (Императорский музей Индии) в Калькутте, где работал до 1887 года. В 1877 году он стал профессором сравнительной анатомии в медицинском колледже в Калькутте.
Андерсон очень интенсивно собирал зоологические препараты в Египте, на основании которых написал сочинение «Zoology of Egypt» (Зоология Египта). Во время своего пребывания в Индии он совершил многочисленные экспедиции в Китай и Бирму. Он впервые описал целый ряд видов животных, а несколько видов были названы в его честь, в том числе, например, паразитирующий рак Sacculina andersoni (Giard, 1887). В 1886 году Андерсон ушёл на покой. Он скончался в 1900 году в Бакстоне в Англии.
Андерсон был членом Королевского общества Эдинбурга и Лондонского Линнеевского общества. В 1879 году он стал членом Королевского общества.